# Boogie Down Productions
Boogie Down Productions (BDP) var en amerikansk hiphopgrupp från New York, bildad 1986 av rapparen KRS-One och dj:n Scott La Rock och upplöst 1992.
Den 27 augusti 1987 mördades Scott La Rock, fem månader efter gruppens debutalbum Criminal Minded (1987). Debutalbumet kom att ha stort inflytande på utvecklingen av hiphop, framför allt på den framväxande subgenren gangstarap. Uppföljaren By All Means Necessary året efter tog in på ett helt annat spår. Våldsskildringarna ersattes av socialt engagerade/medvetna texter, där KRS-One kallade sig själv "Teacha" (läraren). Ett exempel är det tredje spåret, "Stop the Violence".
Efter Scott La Rocks död fortsatte KRS-One använda bandnamnet som ett soloprojekt, med olika artistsamarbeten, fram till 1992. 1993 började han släppa musik under eget namn.

## Diskografi

### Studioalbum
- 1987 – Criminal Minded
- 1988 – By All Means Necessary
- 1989 – Ghetto Music: The Blueprint of Hip Hop
- 1990 – Edutainment
- 1992 – Sex and Violence